# Kościół św. Marii w Londynie
Stary kościół św. Marii – mały dawny kościół parafialny, znajdujący się w Stoke Newington, w Londynie; jedyny zachowany kościół z okresu elżbietańskiego w tej części Londynu i jeden z niewielu w Anglii oraz jeden z najwcześniejszych kościołów anglikańskich, który nigdy nie był kościołem katolickim.

## Historia
Miejsce było kultem chrześcijańskim już w XI wieku. Pierwsze zapiski o świątyni w tym miejscu pochodzą z roku 1314, kiedy to powstała kaplica poświęcona św. Tomaszowi Becketowi. Istniała do XV wieku. W 1563 roku, Sir William Patten, pan Manor ufundował, w miejsce kaplicy, kamienno-murowany kościół, na skraju Clissold Park, przy Church Street. Przebudowano prezbiterium, dodano ołtarz, zakrystię we wschodniej części kaplicy. Nad XVI wiecznymi drzwiami umieszczono w XVII wieku napis "1563 Ab alto". W latach 1716–1717 dodano północną nawę, a w 1723 powiększono prezbiterium. W 1728 roku powiększono okna na zachodniej ścianie, a ściana południowa została podniesiona i okryta tynkiem. W 1806 roku kościół został odrestaurowany i pokryty (z wyjątkiem północnej ściany) tynkiem cementowym imitującym kamień.
Na początku XIX wieku region Stoke Newington podupadł. W 1849 roku, z południowej części parafii św. Marii, powstała nowa parafia św. Macieja. W 1853 roku zakończono budowę nowego kościoła pod tym samym wezwaniem. Kolejne podziały parafii miały miejsce w 1876 roku. W latach 1827–1829 kościół św. Macieja również doczekał się renowacji. Świątynia wyposażona została w wiktoriańskie ławki i iglicę umieszczoną na kwadratowej wieży zaprojektowanej przez architekta Sir Charlesa Barry'ego. W XIX wieku w kościele swoje kazania wygłaszał ks. Thomas Jackson. Jego wystąpienia gromadziły wielkie rzesze słuchaczy. Wierni nie mogli pomieścić się w małym kościółku. Z tego powodu w północnej części należącej do kościoła postanowiono wybudować nową świątynię pod tym samym wezwaniem.
W czasie II wojny światowej, kościół uległ zniszczeniu, głównie południowa część świątyni. Po wojnie został odrestaurowany. Obecnie odbywają się w nim okolicznościowe liturgie oraz koncerty muzyczne, m.in. Festiwal Muzyki Dawnej.

## Galeria obrazów

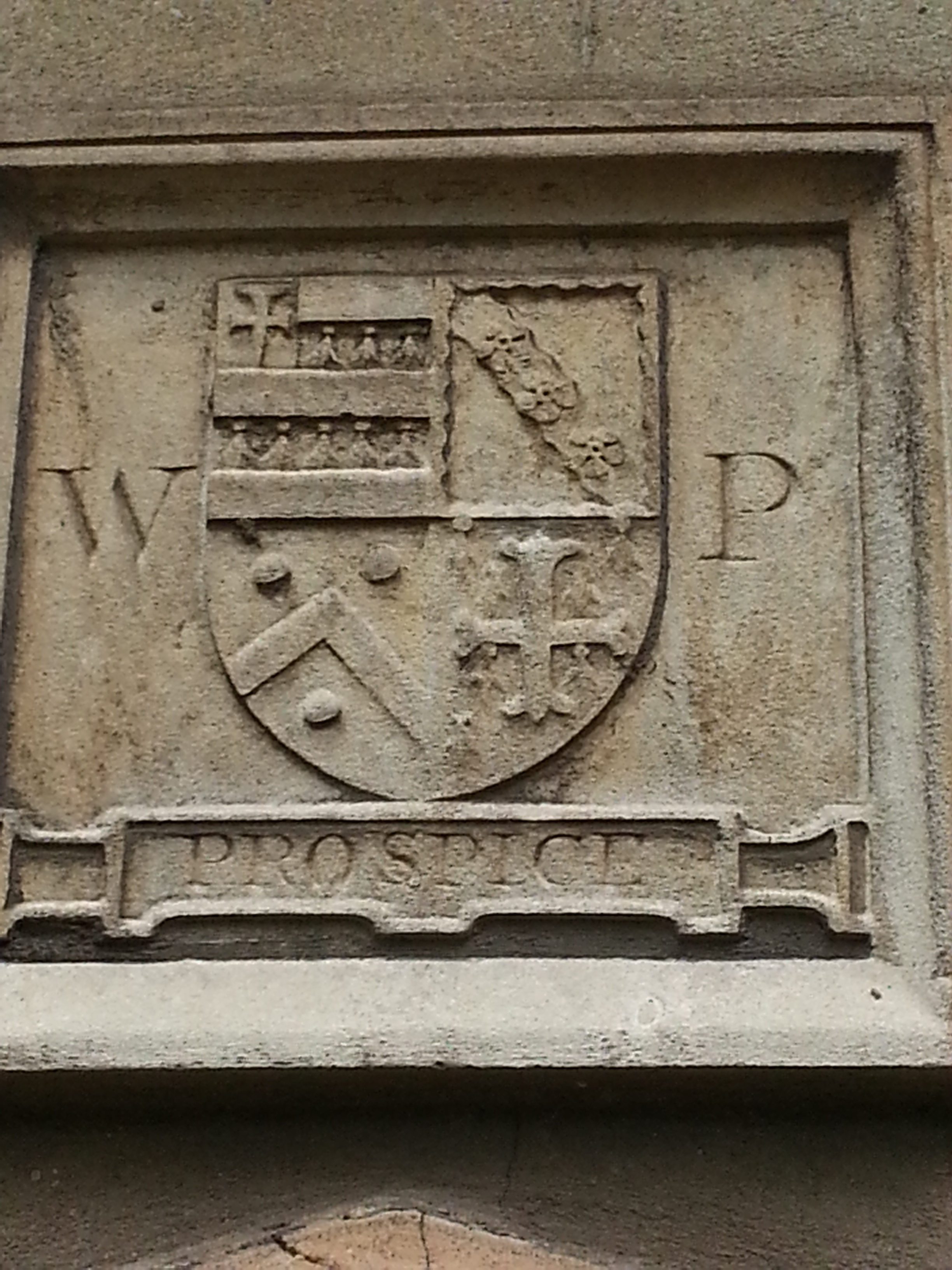
Herb Sir Williama Pattena nad wejściem głównym do kościoła
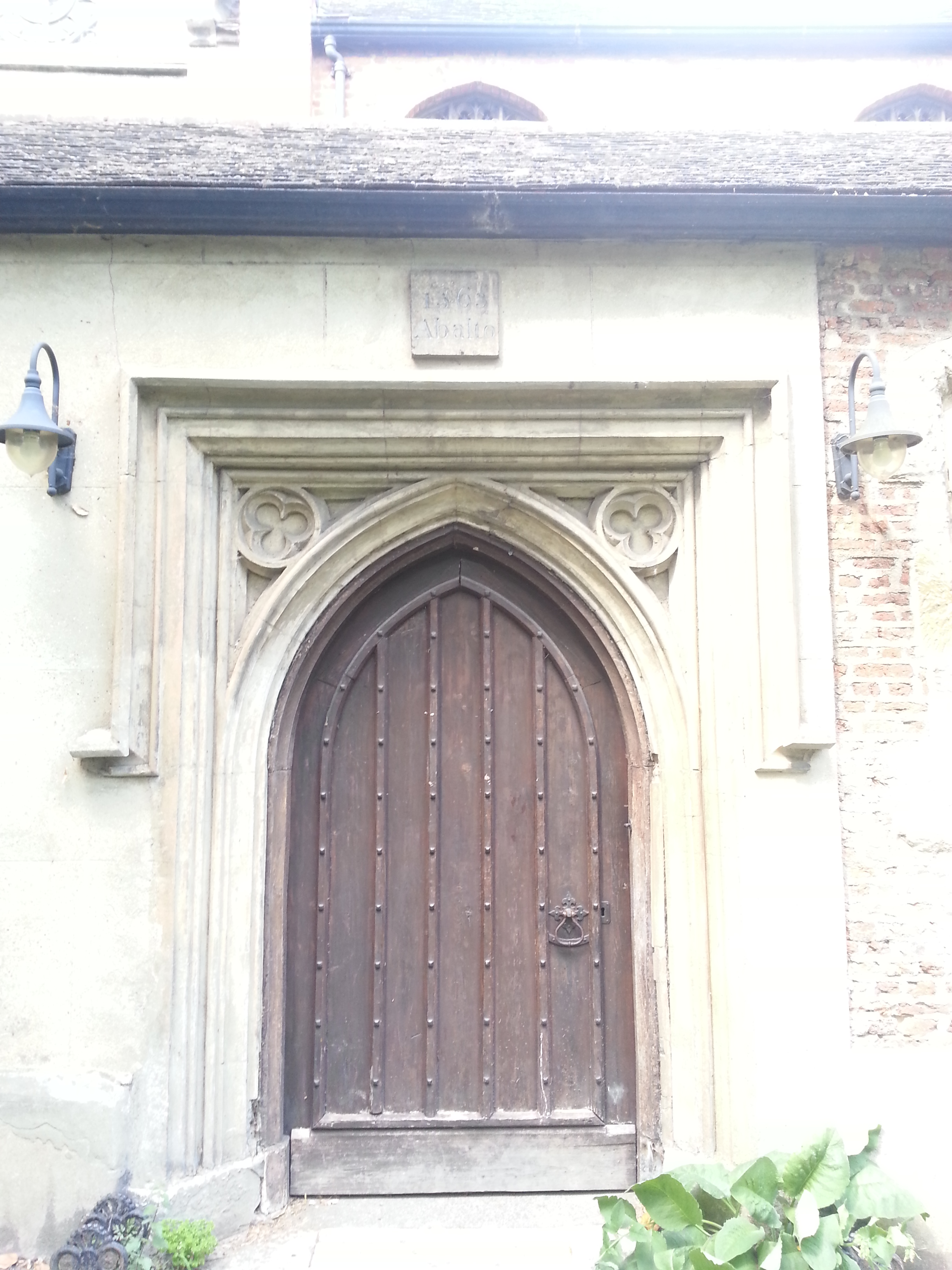
Wejście boczne do świątyni, nad wejściem kartusz z datą założenia 1563
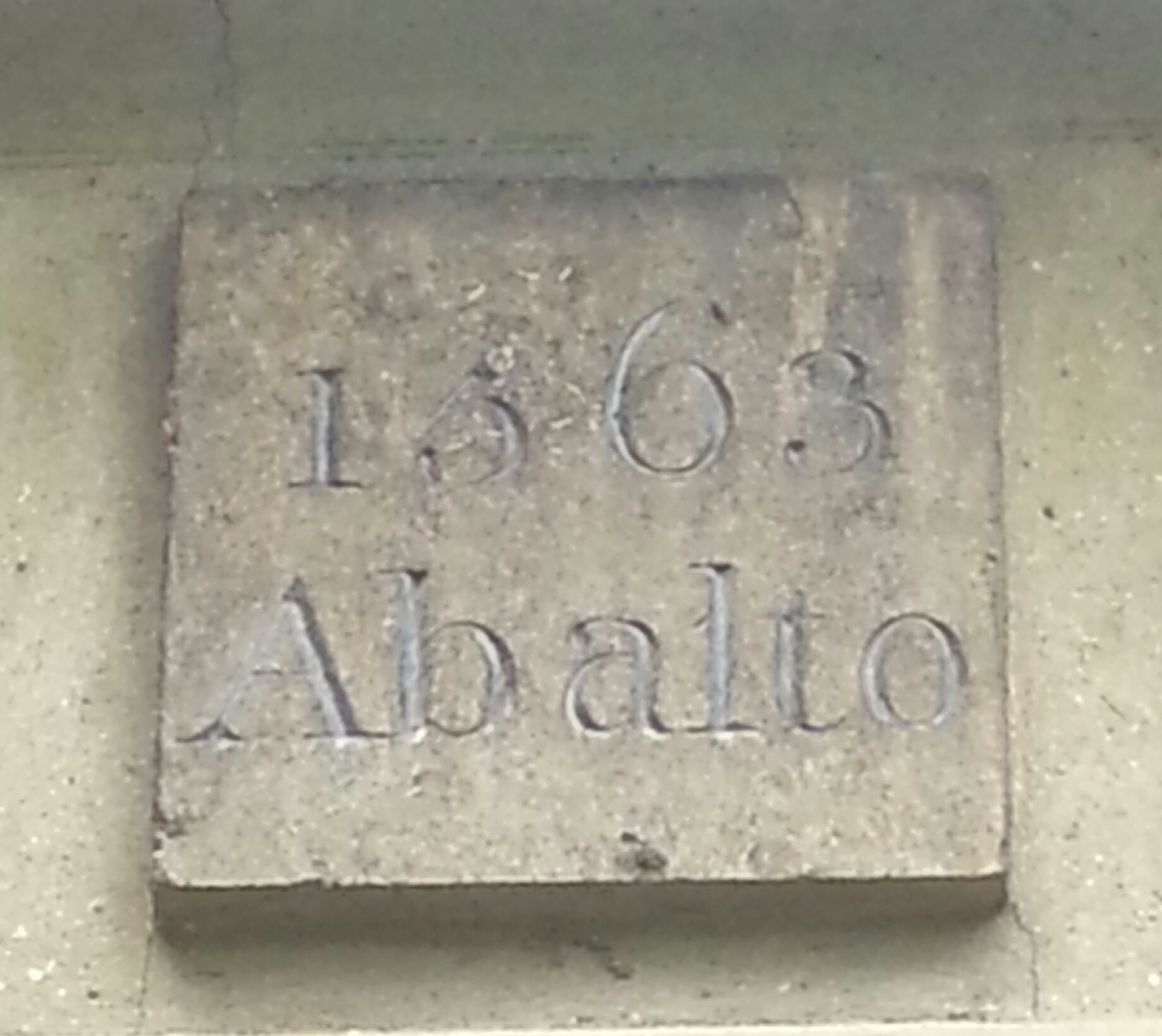
Tablica z datą założenia – 1563
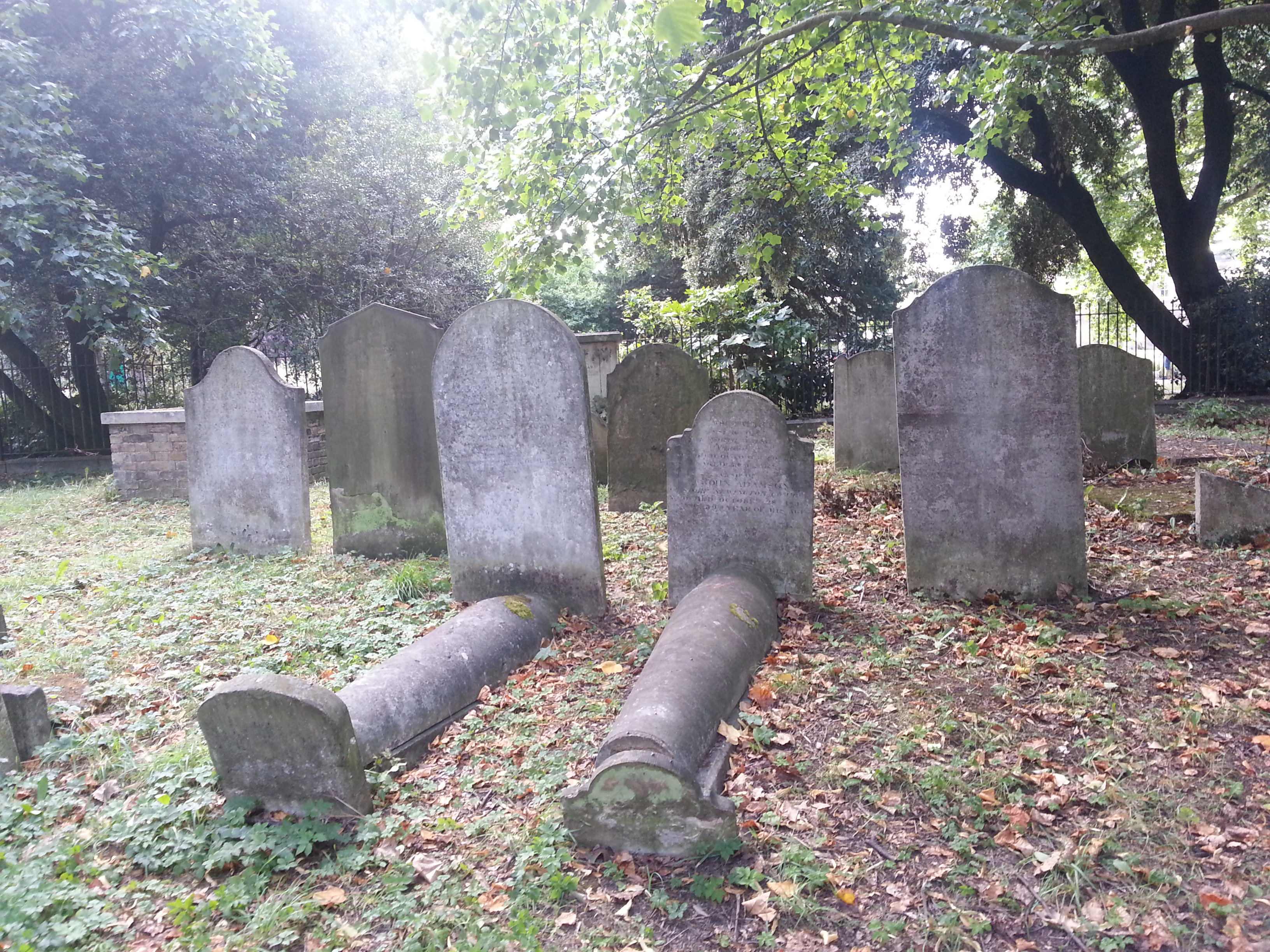
Groby na przykościelnym cmentarzu